# Lyssomanes minor
Lyssomanes minor là một loài nhện trong họ Salticidae.
Loài này thuộc chi Lyssomanes. Lyssomanes minor được Ehrenfried Schenkel-Haas miêu tả năm 1953.